# Слон із сільничкою
«Слон із сільничкою» (англ. Elephant with salt cellar) — сільничка у вигляді слона, що належав королеві Португалії, Катерині Австрійській (1507—1578). Виготовлений в Індії у XV ст.; обрамлення виконав ювелір Франсіско Лопез приблизно у 1550 році. Зберігається у Кунсткамері у Музеї історії мистецтв, Відень (інвент. номер КК 2320).
Слон із гірського кришталю лежить витягнувшись, ніби відпочиває від тяжкої ноші. Тварина, однак, була спочатку виготовлена в Індії без кошика і потрапила до рук королеви Португалії, Дони Катерини Австрійської, сестри імператора Карла V (1500—1558). У Катерини був великий досвід колекціонування екзотичних предметів розкошу з Азії, до яких вона мала легкий доступ після португальської експансії в Індію. На її замовлення ліссабонський ювелір Франсіско Лопез обладнав слона насадкою, створеною у більш ранній період і схожою на кошик, яка могла служити сільничкою.
Катерина Австрійська передала предмет своїй невістці Хуані (1535—1573), однак як він потім потрапив до Відня, невідомо. Ймовірно, імператор Рудольф II (1552—1612) придбав його для своєї кунсткамери у Празі. Вперше згадується в описі віденської скарбниці у 1750 році.